# Gazeta Cukrownicza
Gazeta Cukrownicza – czasopismo poświęcone sprawom przemysłu cukrowniczego i pokrewnej gałęzi rolnictwa, wydawane od 1893 roku w Warszawie, początkowo jako tygodnik. Od 1945 roku wydawane przez Centralny Zarząd Przemysłu Cukrowniczego. Od 1945 roku dodano podtytuł Czasopismo poświęcone sprawom przemysłu cukrowniczego i plantacji buraków cukrowych. Od 1950 roku wydawcą była Naczelna Organizacja Techniczna. W 2014 roku wydawanie przejął Związek Producentów Cukru w Polsce, zmieniając częstoliwość na rocznik. 2014 nr 1 ukazał się tylko w wersji elektronicznej. Od 2015 roku wersja drukowana miała nakład ograniczony do 100 egz. Według stanu na 10 czerwca 2023, ostatni numer ukazał się w grudniu 2020 roku.
Tematyka czasopisma jest związana m.in. z: hodowlą i odmianami buraków cukrowych, przemysłem cukrowniczym, postępem naukowo-technicznym w produkcji cukru, zagadnieniami ekonomiczno-finansowymi cukrowni.